# La Machine à voyager dans le temps (Futuroscope)
La Machine à voyager dans le temps est une attraction du parc du Futuroscope, créée en partenariat avec Ubisoft et mettant en scène les personnages des Lapins crétins.
L'attraction a été inaugurée le 7 décembre 2013, et remplace l'attraction Les Animaux du Futur ouverte d'avril 2008 à septembre 2012.

## L'attraction
L'attraction porte le n°3 dans la numérotation actuelle du parc (plans de visites et signalétique).

### Avant-spectacle
La file d'attente commence en partie extérieure jalonnée de quelques expériences « crétines ». À l'intérieur du pavillon, la file d'attente parcourt un « musée crétin » en deux parties, une « salle des tableaux » et un « cabinet de curiosités », où sont exposés des œuvres célèbres détournés par les Lapins Crétins et des objets et inventions insolites. Un studio de photocapture est présent entre les deux espaces.

### Le parcours
Les Lapins Crétins ont détraqué une machine à laver pour voyager d'époque en époque, munie d'un cadran lumineux avec plusieurs dates tirées de la DeLorean dans la trilogie Retour vers le futur. Lors de chaque époque traversée, les visiteurs découvrent que leurs gags sont à l'origine des principaux changements de l'histoire de l'humanité. Les visiteurs, munis de lunettes 3D, se déplacent successivement d'une scène à l'autre assis dans des trains de 15 places thématisés en sièges de toilettes dotés d'effets embarqués (vibrations, mouvements verticaux, jets d'air …). La transition d'époque en époque (déplacement d'une scène à l'autre) se fait avec des effets visuels de vortex spatiotemporel. L'attraction est qualifiée d'attraction « 5D » (d'autres attractions comme Ratatouille : L'Aventure totalement toquée de Rémy à Disneyland Paris sont d'un principe comparable).
Le parcours est composé de six scènes successives : 
- Embarquement : décors de toilettes publiques, démarrage de la machine
- Préhistoire (Lascaux) : découverte du feu, art pariétal, mammouths
- Grèce antique : création des jeux olympiques
- Indiens d'Amérique : culte du totem, signaux de fumée, danse de la pluie
- Détraquage de la machine : plusieurs époques traversées (Symphonie nº 5 de Beethoven, mission Apollo 11, monstre du Loch Ness, naufrage du Titanic, Tarzan, Tour de Pise …) et explosion de la machine
- Débarquement : retour dans les toilettes publiques, détruites par l'explosion de la machine

Au total, le parcours dure une dizaine de minutes.
À noter : Damien Laquet, la "voix " internationale officielle des Lapins Crétins, a réalisé les différentes voix de l'animation.

### Boutique
Après avoir franchi un « sas de décrétinisation » en sortie du parcours, les visiteurs accèdent à une boutique, qui permet d'acheter des souvenirs liés aux Lapins crétins, dont la photocapture prise dans la file d'attente. Une vidéocapture était également proposée, mais elle a disparu à la suite du manque de succès rencontré.

## Récompenses
En 2014, La Machine à voyager dans le temps remporte le prix de la meilleure attraction au monde (« Thea Award for Outstanding Achievement ») de la Themed Entertainment Association (TEA) à Los Angeles. Elle reçoit également le European Star Award 2014 décerné à Amsterdam par la revue Kirmes & Park.